# Ramot (Jeruzalém)

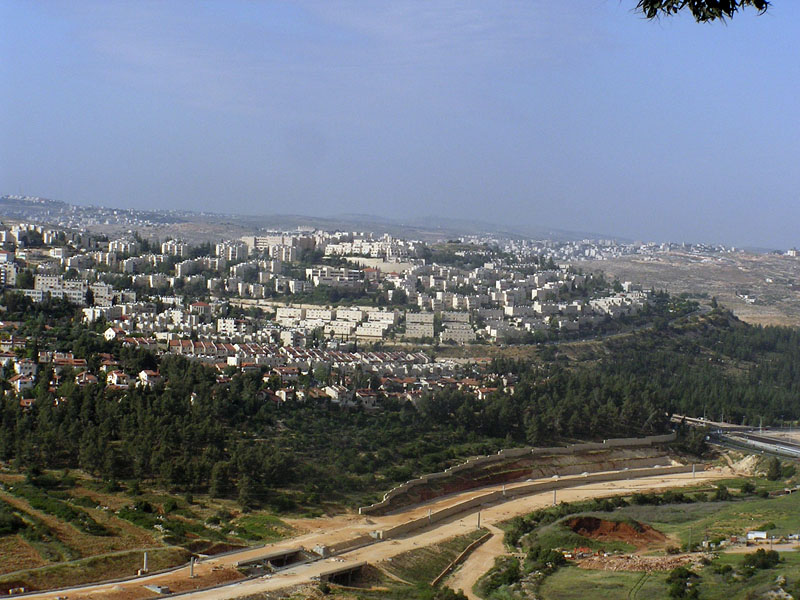
Nejstarší zástavba v Ramot, v popředí nová dálniční komunikace Sderot Menachem Begin

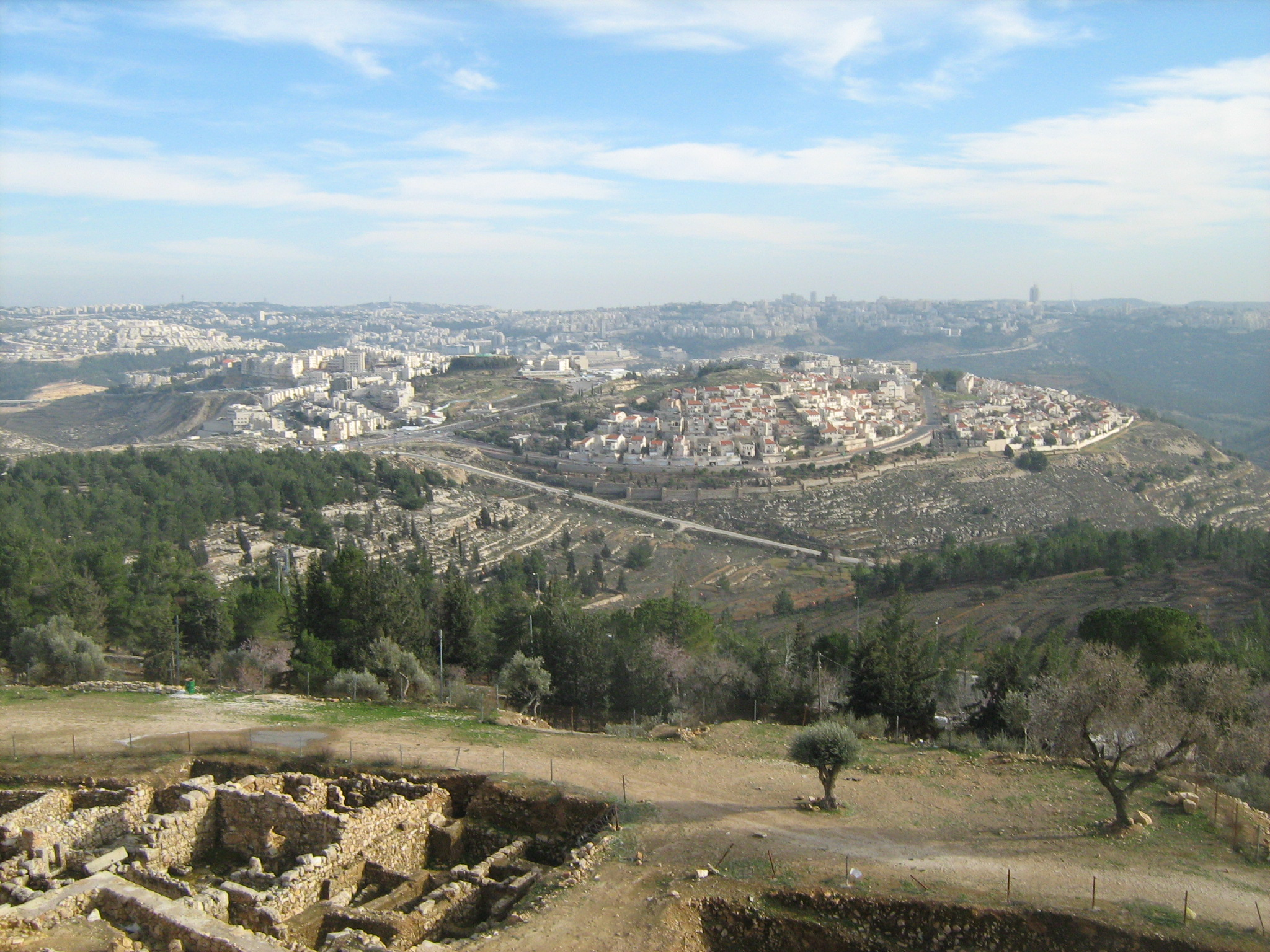
Celkový pohled na Ramot

Ramot (hebrejsky: רמות, doslova Výšiny, nazýváno též Ramot Alon, רמות אלון, Alonovy výšiny) je židovská čtvrť v severozápadní části Jeruzaléma v Izraeli, situovaná z větší části ve Východním Jeruzalému, tedy v části města, která byla okupována Izraelem v roce 1967 a začleněna do hranic Jeruzaléma.

## Geografie
Leží v nadmořské výšce přes 700 metrů, cca 5 kilometrů severozápadně od Starého Města. Na východě s ní sousedí židovská čtvrť Ramat Šlomo, na jihovýchodě průmyslová zóna Har Chocvim. Nachází se na vyvýšené náhorní terase, která je na východě a jihu ohraničena zářezem údolí potoka Sorek, do kterého z prostoru čtvrti ústí boční vádí Nachal Ramot, a na západě údolím vádí Nachal Šmu'el, na jehož protější straně stojí arabská vesnice Bajt Iksa. Terén stoupá dál k severu, kde již vstupuje na odlesněné planiny mimo městské hranice Jeruzaléma, tedy na Západní břeh Jordánu. Zde leží historická lokalita s arabskou vesnicí Nabi Samwil a muslimským i židovským posvátným místem (hrobka Samuela). Severně od Ramot byla počátkem 21. století zčásti zbudována Izraelská bezpečnostní bariéra, která od Jeruzaléma oddělila některé arabské oblasti. Čtvrtí prochází lokální silnice číslo 436 z Jeruzaléma do izraelské osady Giv'at Ze'ev. Jižně od čtvrti probíhá dálnice číslo 1. Podél východního okraje Ramot pak prochází nová dálniční komunikace Sderot Menachem Begin.

## Dějiny
Byla založena roku 1974. Jméno je odvozeno od biblického popisu smrti proroka Samuela z 1. knihy Samuelovy 25,1: „Když Samuel zemřel, všechen Izrael se shromáždil a oplakával ho. Pochovali ho v jeho domě v Rámě. A David nato sestoupil do Páranské stepi“ Nynější čtvrť byla plánovitě zbudována jako soustava několika samostatných urbanistických okrsků. Ramot Alef, Ramot Bet, Ramot Gimel, Ramot Dalet a Ramot Polin. Později byl název rozšířen na Ramot Alon (podle Jigala Alona, izraelského politika). Nachází se tu samostatná občanská vybavenost jako školy, zdravotnická zařízení i pracovní místa. V 90. letech 20. století sem zamířila výrazná přistěhovalecká vlna z bývalého SSSR a Etiopie. V posledních deseti letech roste podíl ultraortodoxních Židů. Ti se soustřeďují zejména do části Ramot Polin na severu čtvrti. Výstavba zde stále pokračuje.

## Demografie
Plocha této městské části dosahuje 4979 dunamů (4,979 kilometru čtverečního).
| Rok            | 2000   | 2002   | 2003   | 2004   | 2005   | 2006   | 2007   | 2008   |
| -------------- | ------ | ------ | ------ | ------ | ------ | ------ | ------ | ------ |
| Počet obyvatel | 37 934 | 38 992 | 39 383 | 40 027 | 40 367 | 40 837 | 41 448 | 42 246 |